# Savigny-sur-Clairis
Savigny-sur-Clairis är en kommun i departementet Yonne i regionen Bourgogne-Franche-Comté i norra Frankrike. Kommunen ligger i kantonen Chéroy som tillhör arrondissementet Sens. År 2022 hade Savigny-sur-Clairis 451 invånare.

## Befolkningsutveckling
Antalet invånare i kommunen Savigny-sur-Clairis
| Referens: INSEE |